# 小行星9777
小行星9777（9777 Enterprise）是一颗绕太阳运转的小行星，为主小行星带小行星。该小行星于1994年7月31日发现。
小行星9777以《星艦奇航記》中的企業號星艦命名。

## 轨道参数
小行星9777的轨道半长轴为2.3966882 UA，离心率为0.234。